# Pim Ras
Pim Ras (Rotterdam, 1966) is een Nederlandse fotograaf, vooral actief in sportfotografie en fotojournalistiek, en bekend als winnaar van de Zilveren Camera 2009.

## Leven en werk
Pim Ras is geboren en getogen in Rotterdam. Op jonge leeftijd raakte hij gefascineerd door sportfotografie tijdens voetbalwedstrijden in het Feyenoordstadion. Na de havo studeerde hij nog een jaar aan de School voor Fotografie in Den Haag.
Op achttienjarige leeftijd, in 1984, begon Ras zijn carrière als sportfotograaf. Een van zijn eerste opdrachten was voor het programmablad van AFC Ajax. Na enige jaren als sportfotograaf het persagentschap van Cor Vos, kwam hij enige jaren in dienst van Algemeen Dagblad. Sindsdien werkt hij als freelancer.     
In opdracht voor het Algemeen Dagblad heeft Ras veel internationale sportwedstrijden gefotografeerd, en was een paar keer aanwezig tijdens de Olympische Spelen. Naast de sportfotografie is hij zich ook gaan richten op fotojournalistiek en portretten. 
Ras ontving met de jaren verscheidene onderscheidingen voor zijn werk, waaronder de Zilveren Camera 2009. Hij won de prijs voor de beste nieuwsfoto van het jaar met een indringende foto van de aanslag op Koninginnedag 2009. In de jaren daarvoor was hij al 34 keer genomineerd geweest.
Op 15 december 2017 was Pim Ras te gast bij De Wereld Draait Door om te praten over zijn boek Pim Ras Moments en de historische sport en culturele momenten die daar in vastgelegd zijn.

## Werkwijze
In een interview voor de weblog fotofacts in 2011 vertelde Ras iets over zijn werkwijze en voorkeuren als sportfotograaf: 
Ik probeer in mijn sportfoto's altijd het moment van de wedstrijd voor de lens te krijgen en dat op een mooi manier te fotograferen. Bijvoorbeeld vanuit een standpunt zonder al te veel afleidende elementen. Als het kan probeer ik mooie licht te gebruiken als tegenlicht.

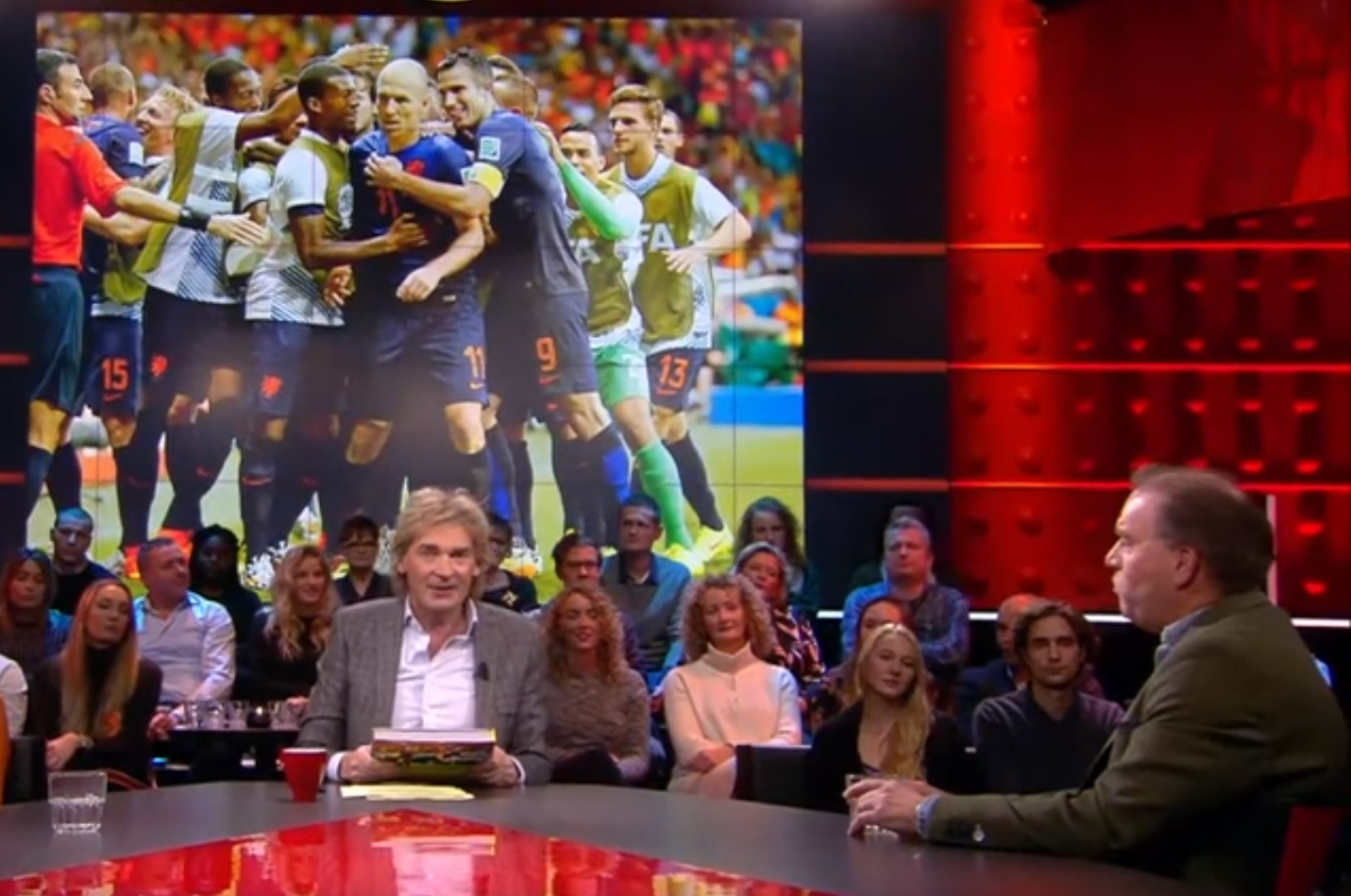
Pim Ras over zijn boek "Pim Ras Moments" op DWDD, 2017

In 2014 was Ras te gast bij De Wereld Draait Door en verklaarde zijn werkwijze als sportfotograaf iets nader: 
Bij grote toernooien als een WK voetbal zoek ik soms al acht of tien uur van tevoren mijn plekje uit. Ik wil naast de paal zitten, het liefst met op de achtergrond de bank van het Nederlands elftal. Zo ontstond de foto van Arjen Robben, die zelf niet scherp was gefotografeerd maar waarbij de bank met Louis van Gaal op de achtergrond zo scherp in beeld kwam dat die foto precies uitdrukte welke eenheid Louis van Gaal in Brazilië had gesmeed.
In een artikel in het Algemeen Dagblad in 2017 legde Ras dit nog verder uit.

## Publicaties
- Pim Ras. Pim Ras - Fotograaf, 2010.
- Pim Ras. Moments. 2015.